# José Francisco Molina
José Francisco Molina Jiménez (Valencia, 1970. augusztus 8. –) spanyol válogatott labdarúgó, edző.

## Pályafutása
1989-ben a Valencia akadémiájáról felkerült a Mestallába. Ezt követő szezonban az UD Alzira kölcsönjátékosa volt. 1993-ban az első csapat tagja lett, de pályára nem lépett, hanem a Villarreal kölcsön játékosa lett. Miután visszatért a klubjába, eladták az Albacete csapatának. 1995. január 8-án debütált az első osztályban a Real Oviedo ellen. Annak ellenére, hogy remek formában védett a következő szezontól már az Atlético Madrid játékosaként kezdte. Az első szezonjában spanyol bajnok és kupagyőztes lett. 2000-ig 168 bajnokin szerepelt a csapat színeiben a pályán.
2000 nyarán a Deportivo La Coruña klubjába igazolt. 2000 és 2002 között kupagyőztes és kétszeres szuperkupa-győztes lett. 2002. október 14-én bejelentette, hogy hererákban szenved, ezért több hónapos kényszer pihenőt kénytelen tartani. A 2002–03-as szezonban kevés mérkőzésen kapott ezért lehetőséget. Miután teljesen felépült ismét visszaverekedte magát teljesítményével a kezdő csapatba.
2006-ban a szerződése lejártát követően a Levante UD csapatába igazolt. 34 bajnoki mérkőzésen védett a szezon során. A szezon végén bejelentette visszavonulását.

## Válogatott
1996. április 24-én debütált a spanyol labdarúgó-válogatottban a norvég labdarúgó-válogatott ellen, de nem mint kapus, hanem mezőnyjátékos. A mérkőzés 78. percében a sérült Juanma López helyére érkezett a pályára. Tagja volt a válogatottnak az 1996-os labdarúgó-Európa-bajnokságon és az 1998-as labdarúgó-világbajnokságon, de egyik tornán sem lépett pályára. A 2000-es labdarúgó-Európa-bajnokságon viszont a Norvégok elleni első csoportmérkőzésen a kapuban állt.

## Menedzserként
2009. július 1-jétől a Villarreal C csapatának lett az edzője. 2011. május 12-én a B csapat élén Javi Graciát váltotta. December 22-én a felnőtt csapat edzőjévé léptették elő, Juan Carlos Garridót váltotta a kispadon. 2013 és 2014 között a Getafe B edzője lett, majd kontinenst váltott és Hongkóba igazolt a Kitchee együtteséhez. Az AFC-kupában a negyeddöntőig jutottak, ahol az Al-Kuwait csapata ellen oda-visszavágós rendszerben 7-1-re maradtak alul. 2016 május 3-án az indiai Atlético Kolkata edzője lett. A szezon végén megnyerték a bajnokságot, ez volt az első edzői bajnoki címe. A csapat játékosa volt Hélder Postiga és Borja Fernández.

## Sikerei, díjai

### Játékosként

#### Klub
- Atlético Madrid
  - Spanyol bajnok: 1995–96
  - Spanyol kupa: 1995–96
- Deportivo
  - Spanyol kupa:  2000–01
  - Spanyol szuperkupa: 2000, 2002

#### Egyéni
- Zamora-díj: 1995–96

### Menedzserként
- Atlético de Kolkata
  - Indiai Szuperliga: 2016